# 石井倶寛
石井 倶寛（いしい ともひろ、嘉永元年10月1日（1848年10月27日） - 大正13年（1924年）8月3日）は、明治時代の岡山県の実業家、政治家。幼名・留三郎、諱・俊雄。岡山藩士として藩主に仕え、戊辰戦争などに従う。明治に教師から実業家となり、岡山県内で大日本武徳会や日本赤十字社でも活躍した。市議会議員、市参事会員なども歴任した。

## 経歴
嘉永元年（1848年）10月1日、元岡山藩士の高原善之亟義法の次男として生まれる。安政6年（1859年）2月に同藩士の石井家の養嗣子となり、5月に幼い池田政和の御伽役を命ぜられた。文久2年（1863年）12月に役を免ぜられ、御紋脹など多くの下賜品を与えられる。
文久4年（1864年）9月に元服し、翌年11月に長州征討に出征、慶応元年（1865年）10月に凱旋し、その功によって金銭と絹を与えられる。慶応2年（1866年）正月に弓術・剣道の上達により、金200足の褒賞を得る。7月の児島郡天城表への出征で御側詰に任ぜられ、翌月帰城。次いで、岩田町の陣屋に出張を命じられる。慶応4年（1868年）正月、西宮札の辻陣屋への出征に従い、2月に帰城。
明治元年（1868年）11月に藩の小隊令司を拝命し、明治4年（1871年）に家を継ぐ。明治7年（1874年）4月岡山県温地学校で二等助教を拝命し、明治9年（1876年）6月に第十三中学区、小学校に転勤する。明治10年（1877年）5月に三等教授に進み、翌年辞職し、実業に従事する。
明治23年（1890年）1月に岡山十五箇町職合会議員選挙に出馬し、6月に鑛山合資会社に入社、熊本県球磨郡五木村鑛山支店長となる。明治26年（1893年）10月に鑛山の学校に寄付、明治29年（1896年）に道路修繕費を寄付して木杯を受領する。明治33年（1900年）、株式会社勝山銀行監査役となり、翌年岡山県会議員に当選する。
明治34年（1901年）10月に大日本武徳会岡山地方幹事に推される。明治35年（1902年）大日本赤十字社岡山支部商議員となり、翌年衛生会評議員となる。その後、大日本武徳会常議員、岡山市参事会員、私立閑谷中学校理事、岡山實科女学校理事等に推挙される。
明治41年（1908年）二十二銀行監査役となる。翌年、赤十字社特別会員に列せられ、同年4月に九州鉄道株券を熊本県球磨郡五木村の基本財産として寄付し、銀盃を受領する。同年8月に岡山武徳会支部監査役となり、9月に市参事会員に再選する。明治43年（1910年）に山陽新報社（山陽新聞の前身）取締役になる。